# Gunther Vogelgsang
Gunther Vogelgsang  (* 18. Oktober 1910 in Ulm; † ?) war ein deutscher Neurologe und Psychiater, von 1942/43 bis August 1945 war er ärztlicher Leiter bzw. Primar der Landesheilanstalt für Geistes- und Gemütskranke in Salzburg-Maxglan.

## Leben
Vogelgsang besuchte ein Gymnasium in Ulm, anschließend studierte er u. a. an der Universität Tübingen Medizin, von 1935 bis 1942 arbeitete er in der psychiatrisch-neurologischen Abteilung des Bürgerhospitals Stuttgart, danach im Kreiskrankenhaus Calw. Danach wurde er zum leitenden Primar der „Psychiatrischen Abteilung des Landeskrankenhauseses Salzburg-Lehen“ – dabei handelte es sich um die Bezeichnung der Landesheilanstalt Salzburg nach deren Verschmelzung mit dem Landeskrankenhaus Salzburg. Vogelgsang war ab 1937 Mitglied der NSDAP, während der NS-Zeit war er als Gutachter für Sonder- und Erbgesundheitsgerichte, Polizei, Versicherungen, Fürsorgebehörden und Arbeitsämter tätig. Im August 1945 wurde er aus dem öffentlichen Dienst entlassen. Vogelgsang war ab Mitte Dezember 1942 in der Heilanstalt Salzburg tätig, von Jänner 1943 bis März 1944 hatte er die „kommissarische“ ärztliche Leitung inne. Erst im März 1944 wurde er zum Primararzt ernannt. Nach Ende des Zweiten Weltkrieges kehrte Vogelgsang nach Ulm zurück, wo er eine ärztliche Praxis betrieb, in den 1950er Jahren absolvierte er eine Ausbildung als Psychotherapeut bei Viktor Frankl.

## Werke
- Ueber die Tumoren des Hypophysengangs, mit einer eigenen Beobachtung, Dissertation an der Universität Heidelberg, 1936